# Macrosteles lineatifrons
Macrosteles lineatifrons är en insektsart som beskrevs av Carl Stål 1858. Macrosteles lineatifrons ingår i släktet Macrosteles och familjen dvärgstritar. Inga underarter finns listade i Catalogue of Life.